# Aseraggodes texturatus
Aseraggodes texturatus es una especie de pez de la familia Soleidae en el orden de los Pleuronectiformes.

## Distribución geográfica
Se encuentran en las  costas del oeste del Océano Pacífico Central.